# B-Bomb
Lee Min-hyuk (hangul: 이민혁 (); Seúl, 14 de diciembre de 1990), más conocido por el nombre artístico B-Bomb (hangul: 비범 ()), es un cantante y actor surcoreano, conocido por ser miembro del grupo masculino surcoreano Block B, y por estar en la subunidad Bastarz junto con U-Kwon y P.O. Para sus trabajos como actor, él usa su nombre de nacimiento.

## Biografía
B-Bomb nació en Seúl, Corea del Sur.

## Carrera
B-Bomb debutó con Block B en abril de 2011. En 2015, junto con sus compañeros de grupo U-Kwon y P.O, formaron la primera subunidad del grupo, Bastarz. B-Bomb escribió la canción "Tightly" para el segundo álbum de la subunidad de 2016, Welcome to Bastarz, y compuso tres canciones del álbum de Bastarz de 2019, I'm a Mess. B-Bomb también escribió la canción "Give & Take", que aparece en el álbum de Block B Re: Montage.
Como actor, Lee protagonizó el drama web de 2015 Jumping Girl, interpretando a la estrella ídolo malcriada Seo Ah-shin, junto a Jung Ha-na. En 2018, interpretó a Danjong de Joseon en la obra de teatro histórica Yeo Do. Lee recibió grandes elogios por su actuación en el espectáculo, el cual tuvo una repetición en mayo.
En agosto de 2018, B-Bomb se convirtió en miembro del elenco del reality show de JBTC 4 Awesome Feed, que mostraba la vida cotidiana de varias celebridades surcoreanas.
Junto con Park Hyun-kyu de Vromance, B-Bomb compuso la canción "Don't Be Shy", que fue lanzada por la cantante It's en mayo de 2019. El 2 de julio de 2019, B-Bomb lanzó su primera canción coreana en solitario titulada "Dawn".
A finales de septiembre, el sello de B-Bomb anunció que comenzaría el servicio militar obligatorio el 10 de octubre de 2019. B-Bomb terminó su período de servicio y regresó a casa el 17 de abril de 2021, y su baja se hizo oficial el 27 de abril.

## Discografía

### Sencillos
| Título                          | Año  | Álbum               |
| ------------------------------- | ---- | ------------------- |
| "Dawn" (con jeebanoff)          | 2019 | Sencillos sin álbum |
| "Think About 'Chu" (con Hanhae) | 2019 | Sencillos sin álbum |
| "Finale"                        | 2019 | Sencillos sin álbum |

## Filmografía

### Programas de variedades
| Año  | Red      | Título                   | Notas               |
| ---- | -------- | ------------------------ | ------------------- |
| 2017 | SBS Plus | Leaving                  | con Jaehyo          |
| 2018 | JTBC 4   | Awesome Feed             | Miembro del reparto |
| 2021 | EBS 1    | The Best Cooking Secrets |                     |

### Dramas
| Año  | Difusión | Título       | Papel       |
| ---- | -------- | ------------ | ----------- |
| 2015 | KakaoTV  | Jumping Girl | Seo Ah-shin |

### Series web
| Año  | Título            | Difusión                         | Papel     |
| ---- | ----------------- | -------------------------------- | --------- |
| 2021 | My 100th Election | National Election Commission/MTN | Han Woong |

## Teatro
| Año  | Título | Papel   |
| ---- | ------ | ------- |
| 2018 | Yeodo  | Danjong |